# Людвік Ашкеназі
Лю́двік Ашкена́зі  (чеськ. Ludvík Aškenazy; 24 лютого 1921, Чеський Тешин, Чехословаччина — 18 березня 1986, Больцано, Італія) — чеський письменник-публіцист єврейського походження. Зять німецького письменника Генріха Манна.

## Життєпис
Народився в м. Тешині. Навчався на філолога-славіста у Львівському університеті.
В 1939 році депортований із Західної України до Казахстану. Учасник другої світової, у роки другої світової війни перебував у складі чехословацького військового з'єднання на території СРСР. Після війни жив у Празі, працював журналістом. В 1968 році емігрував до Німеччини, жив у Мюнхені, після 1976 — у Больцано.
Автор:
- збірок оповідань, повісті «С'єньфуегос», або сто вогнів", «Дитячих етюдів», серії нарисів про сучасну Америку «Бабине літо».
- сценарію фильму «Травневі зорі» (1959).
- Укр перекл. — Дитячі етюди. — К., 1957.